# 1765 Wrubel
Az 1765 Wrubel (ideiglenes jelöléssel 1957 XB) a Naprendszer kisbolygóövében található aszteroida. Az Indianai Egyetem fedezte fel 1957. december 15-én.